# تاريخ العلم الهولندي

</img> علم هولندا (نسبة 2: 3)

العلم الأميري ، العلم الهولندي السابق، المعروف أيضًا باسم برتقالي - أبيض - أزرق

يتكون علم هولندا من ثلاثة أشرطة أفقية متساوية، تتكون من ألوان القرمزي والأبيض والكوبالت، والتي اصطلح على تسميتها شعبيا الأحمر والأبيض والأزرق. بالنسبة لهذا العلم كان هناك العلم المسمى (برتقالي-أبيض-أزرق) أو علم الأمير. هناك عدة أعلام (تاريخية) أسست من العلم الهولندي .

## أوروبا

### لوكسمبورغ (البلد)
علم لوكسمبورغ مطابق تقريبًا لعلم هولندا. حيث أن الاختلاف الوحيد هو اللون الأزرق. إذ أنه في علم لوكسمبورغ أخف من الموجود في في علم هولندا. ومع ذلك، فإن علم لوكسمبورغ لا يعتمد على العلم الهولندي، ولكن على ألوان شعار النبالة في لوكسمبورغ.

### لوكسمبورغ (مقاطعة)
توجد مقاطعة في بلجيكا تسمى لوكسمبورغ. حتى عام 1839 ، كانت هذه المنطقة تنتمي إلى الجزء الآخر من لوكسمبورغ (والتي كانت دولة مستقلة منذ عام 1890) وبالتالي فإنها شكلت مقاطعة تابعة للمملكة المتحدة لهولندا. حيث أصبح الجزء الغربي جزءًا من بلجيكا بعد عام 1839 وظل الجزء الشرقي موحدًا مع مملكة هولندا في اتحاد شخصي حتى عام 1890. على عكس اللون الأزرق في علم دولة لوكسمبورغ، فإن اللون الأزرق في علم مقاطعة لوكسمبورغ هو الأزرق الداكن. ويشترك مع علم دولة لوكسمبورغ بأنه لم يؤسس على العلم الهولندي، بل على ألوان شعار النبالة في لوكسمبورغ.

### فرنسا
يحتوي علم فرنسا على نفس ألوان العلم الهولندي تقريبًا، غير أن الخطوط فيه موجهة عموديًا في حين أن الألوان وضعت في ترتيب عكسي. ووفقًا لـ ايف ديفيرو، كان العلم الفرنسي قائمًا على علم هولندا حتى قبل أن يغزو نابليون هولندا في عام 1810.

### روسيا
علم روسيا له نفس ألوان الهولنديين لكنها بترتيب مختلف. ووفقًا لإحدى النظريات التي عارضها المؤرخون الحديثون ، استولى بطرس الأكبر، الذي زار هولندا، على العلم وأحضره إلى روسيا. ومع ذلك، فإن هناك مؤشرات قوية على استخدام العلم بالفعل قبل زيارة بطرس الأكبر لهولندا.

### الدول السلافية الأخرى
ومع ذلك، دخلت الألوان في العلم الروسي، فقد تم اعتبار الأحمر والأبيض والأزرق من ألوان البان سلافيك منذ ذلك الحين. وقد تم نسخها في أعلام دول أخرى مثل يوغوسلافيا السابقة، وجمهورية صربيا، وجمهورية التشيك، وسلوفاكيا، وفي وقت سابق أيضًا بلغاريا.

## أمريكا

### جزر الأنتيل الهولندية

علم جزر الأنتيل الهولندية

نظرًا لأن جزر الأنتيل الهولندية كانت تابعة لهولندا لعدة قرون، فقد تأثر علمها بالهولنديين. حيث أنه قبل القرن الحادي والعشرين، كان العلم الهولندي يستخدم كثيرًا. من 19 نوفمبر 1959 إلى 9 أكتوبر 2010، كان علم جزر الأنتيل الهولندية قيد الاستخدام. حتى حصلت أروبا على وضع منفصل، وكان للعلم ستة نجوم، ثم خمسة: واحدة لكل جزيرة.
أعلام أربع من الجزر الست في الجزء الكاريبي من مملكة هولندا جزئية باللون الأحمر والأبيض والأزرق أو تحتوي على عنصر يمثل الارتباط بهولندا. لا ينطبق هذا على أعلام أروبا وكوراساو.
| </img>           | </img>          | </img>                      | </img>                |
| علم <br /> بونير | علم <br /> سابا | علم <br /> القديس يوستاتيوس | علم <br /> سانت مارتن |

### مدينة نيويورك والمنطقة المحيطة بها

نيويورك

في القرن السابع عشر ، كانت نيويورك والمنطقة المحيطة بها مستعمرة هولندية تسمى نيو نذرلاند. استمدت الأعلام لكل من مدينة نيويورك، وThe Bronx وAlbany ، من بين آخرين، من العلم الهولندي آنذاك، Prinsenvlag (برتقالي، ابيض، أزرق).
| </img>     | </img>     | </img>      |
| علم ألباني | علم برونكس | علم بروكلين |

يشير الختم الموجود على علم نيويورك أيضًا إلى الحقبة الهولندية: السنة على الختم (1624) تتعلق بأصل نيو أمستردام (الآن نيويورك)، تمامًا مثل البحار الذي يمثل الاستعمار، القندس الذي يرمز إلى شركة الهند الغربية الهولندية WIC أما الطاحونة فتمثل الحكم الهولندي.
تستخدم مدينة ألباني الواقعة شمال نيويورك أيضًا ألوان علم الأمير. في المكان الذي يقع فيه ألباني، اعتادت أن تكون مدينة هولندية وحصن أورانجي، ولا يزال العديد من الأشخاص من أصل هولندي يعيشون هناك.
يرفرف في بروكلين - منطقة في نيويورك- علم غير مشتق من الألوان الثلاثة الهولندية، ولكنه مثير للاهتمام بسبب القول الهولندي القديم «Een Draght Maekt Maght الاتحاد قوة» عليه.
بالمعنى التاريخي، أدخلت مدينة نيويورك ألوان علمها البرتقالي والأبيض والأزرق، لتمييزها بخطوط موضوعة رأسياً وشعار النبالة باللون الأبيض. تم رفع العلم الجديد لأول مرة في 24 يونيو 1915. غنى عدة آلاف من تلاميذ المدارس أغنية كان آخرها:
| « | Once again a flag is flying O'er Manhattan, old and new, And it tells the city's story In the Orange, White and Blue. | » |

```
" مرة أخرى العلم يرفرف
```

```
أوير مانهاتن، القديم والجديد،
ويحكي قصة المدينة
باللون البرتقالي والأبيض والأزرق."
```

## أفريقيا

### جنوب أفريقيا
| \|150px\|thumb\|right\|Vlag van Zuid-Afrika, 1928-1994 \|- \|[[Afbeelding:Flag of South Africa.svg\|thumb\|150px\|border\| Afbeelding:FIAV variant.png Vlag van Zuid-Afrika (ratio 2:3)]] \|- \|thumb\|150px\|border \|} نظرًا لأن جنوب إفريقيا كانت مستعمرة هولندية لفترة طويلة، فإن جزءًا من السكان البيض هم من أصل هولندي. لقد اختبروا تاريخهم الخاص هناك وقدموا مساهمة كبيرة في تاريخ جنوب إفريقيا. في جنوب إفريقيا، أسس الأفريكانيون ، كما يطلق عليهم، العديد من جمهوريات البوير، التي دعمتها هولندا ضد الإمبريالية البريطانية التي كانت في طريقها. \| </img> \| </img> \| </img> \| </img> \| </img> \| </img> \| </img> \| \| علم <br /> ولاية أورانج الحرة \| علم <br /> ترانسفال \| علم <br /> جمهورية ليدنبورغ \| علم <br /> جمهورية أوتريخت \| علم <br /> كلاين Vrystaat \| علم <br /> جمهورية جديدة \| علم <br /> جمهورية ناتاليا \| يحتوي علم جنوب إفريقيا السابق على ثلاثة عناصر هولندية، و العلم الأميري Prinsenvlag والعلمان الهولنديان مدرجان في أعلام دولة ولاية أورانج الحرة Orange Free وترانسفال Transvaal . في العلم الحالي الجديد لجنوب إفريقيا، تم تمثيل السكان السود أيضًا في العلم، يرمز اللون الأحمر والأبيض والأزرق إلى العلاقات مع كل من هولندا وبريطانيا العظمى. لا يزال يتم استخدام Prinsenvlag بانتظام كرمز للغة الهولندية (والأفريقية) والأصل الأفريكاني في جنوب إفريقيا. كانت ولاية أورانج الحرة Orange Free State إحدى جمهوريات البوير، وقد صمم العلم الملك ويليام الثالث. ويسمى أيضًا الألوان الأربعة، الأحمر، الأبيض، الأزرق والبرتقالي. ترانسفال أو جمهورية جنوب إفريقيا هي الاسم القديم لجنوب إفريقيا اليوم، وقد تأسست في نهاية القرن التاسع عشر من قبل المستعمرين الهولنديين السابقين، مع بول كروجر كرئيس. لا يزال العلم يستخدم بانتظام. تمامًا مثل علم Orange Free State ، يُطلق على العلم أربعة ألوان. ناتال هي دولة أسسها الرواد (المستوطنين الهولنديين السابقين) فيما يعرف الآن بكوازولو ناتال. كانت الدولة الحرة الصغيرة جمهورية بوير صغيرة، والعلم مطابق لعلم ترانسفال. تم استعمار ناميبيا من قبل الألمان ومن ثم تم منحها كمنطقة انتداب لجنوب إفريقيا الذين استخدموا أيضًا علم الأمير في ناميبيا. حكمت جنوب إفريقيا ناميبيا حتى عام 1990. 1. |                     |                             |                            |                           |                          |                            |
| </img> | </img>              | </img>                      | </img>                     | </img>                    | </img>                   | </img>                     |
| علم <br /> ولاية أورانج الحرة | علم <br /> ترانسفال | علم <br /> جمهورية ليدنبورغ | علم <br /> جمهورية أوتريخت | علم <br /> كلاين Vrystaat | علم <br /> جمهورية جديدة | علم <br /> جمهورية ناتاليا |